# Judo na Letnich Igrzyskach Olimpijskich 2004
Zawody w judo podczas Letnich Igrzysk Olimpijskich odbyły się w hali Ano Liossia Olympic Hall. W zawodach wzięło udział 368 zawodników, którzy podzielili między siebie 14 kompletów medali w siedmiu kategoriach wagowych wśród kobiet i mężczyzn.

## Mężczyźni

### 60 kg mężczyzn
| Lp. | Państwo          | Zawodnik                  |
| --- | ---------------- | ------------------------- |
| 1   | Japonia          | Tadahiro Nomura           |
| 2   | Gruzja           | Nestor Chergiani          |
| 3   | Mongolia         | Khashbaatar Tsagaanbaatar |
| 3   | Korea Południowa | Choi Min-ho               |

Tadahiro Nomura jest pierwszym judoką w historii Igrzysk Olimpijskich, który zdobył trzykrotnie tytuł mistrza olimpijskiego.

### 66 kg mężczyzn
| Lp. | Państwo  | Zawodnik           |
| --- | -------- | ------------------ |
| 1   | Japonia  | Masato Uchishiba   |
| 2   | Słowacja | Jozef Krnac        |
| 3   | Bułgaria | Georgi Georgiew    |
| 3   | Kuba     | Yordanis Arencibia |

### 73 kg mężczyzn
| Lp. | Państwo           | Zawodnik          |
| --- | ----------------- | ----------------- |
| 1   | Korea Południowa  | Lee Won-hee       |
| 2   | Rosja             | Witalij Makarow   |
| 3   | Brazylia          | Leandro Guilheiro |
| 3   | Stany Zjednoczone | James Pedro       |

### 81 kg mężczyzn
| Lp. | Państwo  | Zawodnik      |
| --- | -------- | ------------- |
| 1   | Grecja   | Ilias Iliadis |
| 2   | Ukraina  | Roman Gontiuk |
| 3   | Rosja    | Dimitri Nosow |
| 3   | Brazylia | Flavio Canto  |

### 90 kg mężczyzn
| Lp. | Państwo  | Zawodnik        |
| --- | -------- | --------------- |
| 1   | Gruzja   | Zurab Zwiadauri |
| 2   | Japonia  | Hiroshi Izumi   |
| 3   | Rosja    | Kasanbi Tajow   |
| 3   | Holandia | Mark Huizinga   |

### 100 kg mężczyzn
| Lp. | Państwo          | Zawodnik       |
| --- | ---------------- | -------------- |
| 1   | Białoruś         | Ihar Makarau   |
| 2   | Korea Południowa | Jang Sung-ho   |
| 3   | Niemcy           | Michael Jurack |
| 3   | Izrael           | Ari’el Ze’ewi  |

### pow. 100 kg mężczyzn
| Lp. | Państwo  | Zawodnik             |
| --- | -------- | -------------------- |
| 1   | Japonia  | Keiji Suzuki         |
| 2   | Rosja    | Tamerlan Tmenow      |
| 3   | Holandia | Dennis van der Geest |
| 3   | Estonia  | Indrek Pertelson     |

## Kobiety

### 48 kg kobiet
| Lp. | Państwo | Zawodniczka         |
| --- | ------- | ------------------- |
| 1   | Japonia | Ryoko Tani          |
| 2   | Francja | Frederique Jossinet |
| 3   | Niemcy  | Julia Matijass      |
| 3   | Chiny   | Gao Feng            |

Ryoko Tani weszła dzięki temu zwycięstwu do historii Igrzysk jako pierwsza judoczka, która zdobyła dwa złote medale olimpijskie (pierwszy z nich w 2000). Ta sama zawodniczka zdobyła także dwa srebrne medale olimpijskie w 1992 i 1996.
Polska zawodniczka Anna Żemła-Krajewska zajęła ostatecznie 7. miejsce.

### 52 kg kobiet
| Lp. | Państwo | Zawodniczka    |
| --- | ------- | -------------- |
| 1   | Chiny   | Xian Dongmei   |
| 2   | Japonia | Yuki Yokosawa  |
| 3   | Kuba    | Amarilys Savon |
| 3   | Belgia  | Ilse Heylen    |

### 57 kg kobiet
| Lp. | Państwo        | Zawodniczka         |
| --- | -------------- | ------------------- |
| 1   | Niemcy         | Yvonne Bönisch      |
| 2   | Korea Północna | Kye Sun-Hi          |
| 3   | Holandia       | Deborah Gravenstijn |
| 3   | Kuba           | Yurisleidys Lupetey |

### 63 kg kobiet
| Lp. | Państwo  | Zawodniczka      |
| --- | -------- | ---------------- |
| 1   | Japonia  | Ayumi Tanimoto   |
| 2   | Austria  | Claudia Heill    |
| 3   | Słowenia | Urska Zolnir     |
| 3   | Kuba     | Driulis González |

### 70 kg kobiet
| Lp. | Państwo  | Zawodniczka |
| --- | -------- | ----------- |
| 1   | Japonia  | Masae Ueno  |
| 2   | Holandia | Edith Bosch |
| 3   | Niemcy   | Annett Böhm |
| 3   | Chiny    | Qin Dongya  |

### 78 kg kobiet
| Lp. | Państwo | Zawodniczka     |
| --- | ------- | --------------- |
| 1   | Japonia | Noriko Anno     |
| 2   | Chiny   | Liu Xia         |
| 3   | Włochy  | Lucia Morico    |
| 3   | Kuba    | Yurisel Laborde |

### pow. 78 kg kobiet
| Lp. | Państwo | Zawodniczka       |
| --- | ------- | ----------------- |
| 1   | Japonia | Maki Tsukada      |
| 2   | Kuba    | Daima Beltrán     |
| 3   | Rosja   | Tea Donguzaszwili |
| 3   | Chiny   | Sun Fuming        |

## Tabela medalowa
| Poz. | Państwo           |   |   |   | Łącznie |
| ---- | ----------------- | - | - | - | ------- |
| 1    | Japonia           | 8 | 2 | 0 | 10      |
| 2    | Chiny             | 1 | 1 | 3 | 5       |
| 3    | Korea Południowa  | 1 | 1 | 1 | 3       |
| 4    | Gruzja            | 1 | 1 | 0 | 2       |
| 5    | Niemcy            | 1 | 0 | 3 | 4       |
| 6    | Białoruś          | 1 | 0 | 0 | 1       |
| 6    | Grecja            | 1 | 0 | 0 | 1       |
| 8    | Rosja             | 0 | 2 | 3 | 5       |
| 9    | Kuba              | 0 | 1 | 5 | 6       |
| 10   | Holandia          | 0 | 1 | 3 | 4       |
| 11   | Austria           | 0 | 1 | 0 | 1       |
| 11   | Francja           | 0 | 1 | 0 | 1       |
| 11   | Korea Północna    | 0 | 1 | 0 | 1       |
| 11   | Słowacja          | 0 | 1 | 0 | 1       |
| 11   | Ukraina           | 0 | 1 | 0 | 1       |
| 16   | Brazylia          | 0 | 0 | 2 | 2       |
| 17   | Belgia            | 0 | 0 | 1 | 1       |
| 17   | Bułgaria          | 0 | 0 | 1 | 1       |
| 17   | Estonia           | 0 | 0 | 1 | 1       |
| 17   | Izrael            | 0 | 0 | 1 | 1       |
| 17   | Włochy            | 0 | 0 | 1 | 1       |
| 17   | Mongolia          | 0 | 0 | 1 | 1       |
| 17   | Słowenia          | 0 | 0 | 1 | 1       |
| 17   | Stany Zjednoczone | 0 | 0 | 1 | 1       |